# Station Besançon-Viotte
Station Besançon-Viotte is een spoorwegstation in de Franse gemeente Besançon.